# Zenvo TS1 GT
El Zenvo TS1 GT es un automóvil superdeportivo de producción limitada producido por el fabricante danés Zenvo Automotive. Fue presentado en el Salón del Automóvil de Ginebra de 2016. Aunque comparte un chasis y una carrocería similares a su predecesor, el ST1, su nuevo tren motriz y su interior mejorado le otorgan una nueva designación de modelo junto con la calificación de "Gran Turismo". Estaba previsto que la producción del automóvil sería limitada a cinco unidades por año, un aumento con respecto a la producción total limitada de 15 unidades de su predecesor.

## Especificaciones

### Motor
Está equipado con un motor V8 de cigüeñal plano de 5,8 litros (354 plg³), que se basa en una arquitectura Chevrolet de General Motors, posteriormente modificado y desarrollado internamente, el cual está montado longitudinalmente en una posición central-trasera.

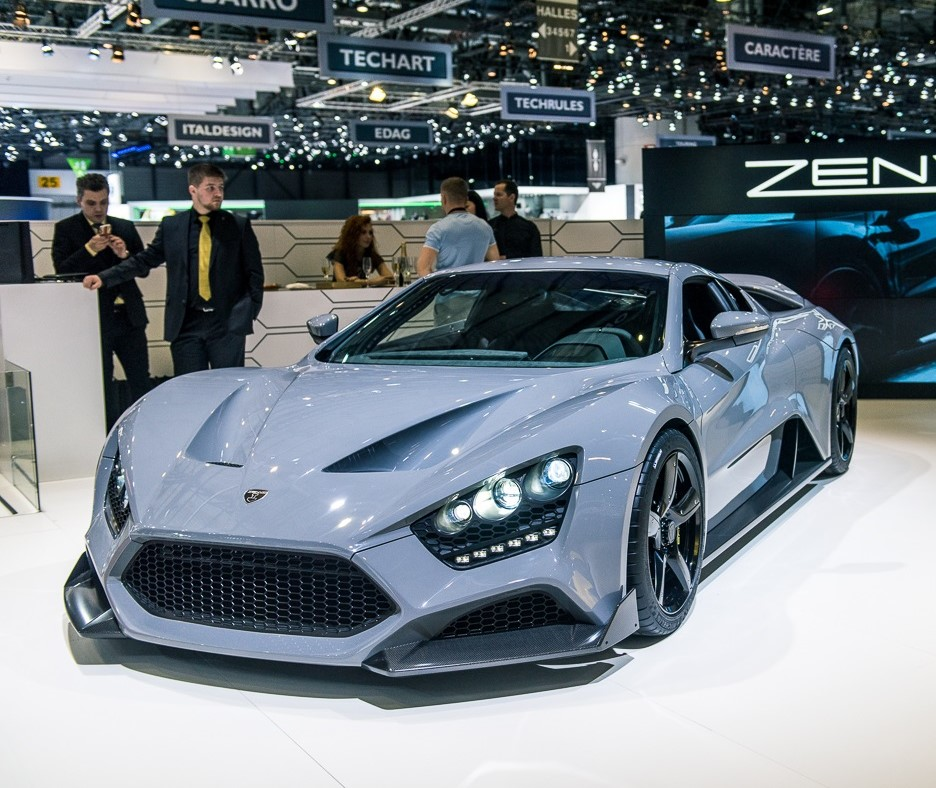
En el Salón del Automóvil de Ginebra de 2016.

| Chasis                              | Semi monocasco de acero/aluminio de peso ligero, con subbastidor también de acero ligero delantero y trasero |
| Alimentación                        | Inyección secuencial y ECU Zenvo                                                                             |
| Aspiración                          | Dobles sobrealimentadores centrífugos tipo Rotrex con intercoolers aire-aire de dos piezas                   |
| Combustible recomendado             | Gasolina sin plomo de 99 RON (mínimo 98 RON)                                                                 |
| Potencia máxima                     | 1104 HP (1119 CV; 823 kW) @ 7100 rpm                                                                         |
| Par máximo                          | 1139 N·m (840 lb·pie) @ 5500 rpm                                                                             |
| Emisiones                           | EURO 6 |
| Lubricación                         | Cárter seco con refrigeración de aceite de alta capacidad con atomizador de pistón                           |
| Distribución de peso                | 46% delantera y 54% trasera                                                                                  |
| Capacidad del tanque de combustible | 69 litros (18,2 galAm)                                                                                       |

### Transmisión y suspensión
Está equipado con una transmisión de doble embrague de siete velocidades con engranajes de garras de corte helicoidal. La transmisión, fabricada por el especialista CIMA, según el propio fabricante afirma que puede cambiar casi tan rápido como las de los coches de Fórmula 1. Además, está combinada con un diferencial de deslizamiento limitado tipo Torsen, mientras que el embrague consta de dos discos de 240 mm (9,4 pulgadas).
Utiliza una suspensión de doble horquilla junto con amortiguadores ajustables y barras estabilizadoras compuestas en los ejes tanto delantero y trasero. Un mecanismo hidráulico puede elevar el eje delantero 50 mm (1,97 pulgadas) para aumentar la distancia al suelo.

### Ruedas
Está equipado con rines de aluminio forjado con un diámetro de 19 x 9,5 pulgadas (483 x 241 mm) en el eje delantero 20 x 12,5 pulgadas (508 x 318 mm) en el trasero. El coche utiliza neumáticos Michelin Pilot Sport 4S o Pilot Sport Cup 2 de medidas 265/35 ZR 19 en el eje delantero y 345/30 ZR 20 en el trasero. Los frenos de disco son ventilados carbono-cerámicos, con un diámetro de 395 mm (15,6 pulgadas) en el eje delantero y 380 mm (15,0 pulgadas) en el trasero, cada uno equipado con pinzas (calipers) de aluminio de seis pistones.

## Interior
El interior presenta un tablero y una consola central con acabados en fibra de carbono y alcantara, junto con asientos envolventes también de fibra de carbono para el piloto y el pasajero. El sistema de infoentretenimiento incluye una pantalla en el tablero, una pantalla central y un sistema de audio Alpine con conectividad Bluetooth. Para confeccionar el habitáculo se han invertido casi 8,000 horas de trabajo, debido a que muchas piezas se fabrican a mano.

## Rendimiento
El fabricante afirma que tiene una velocidad máxima limitada electrónicamente de 375 km/h (233 mph); y un tiempo de aceleración de 0 a 100 km/h (0 a 62 mph) de 3 segundos. Estas cifras de rendimiento son muy similares a las de su predecesor.

## Variantes

### TSR

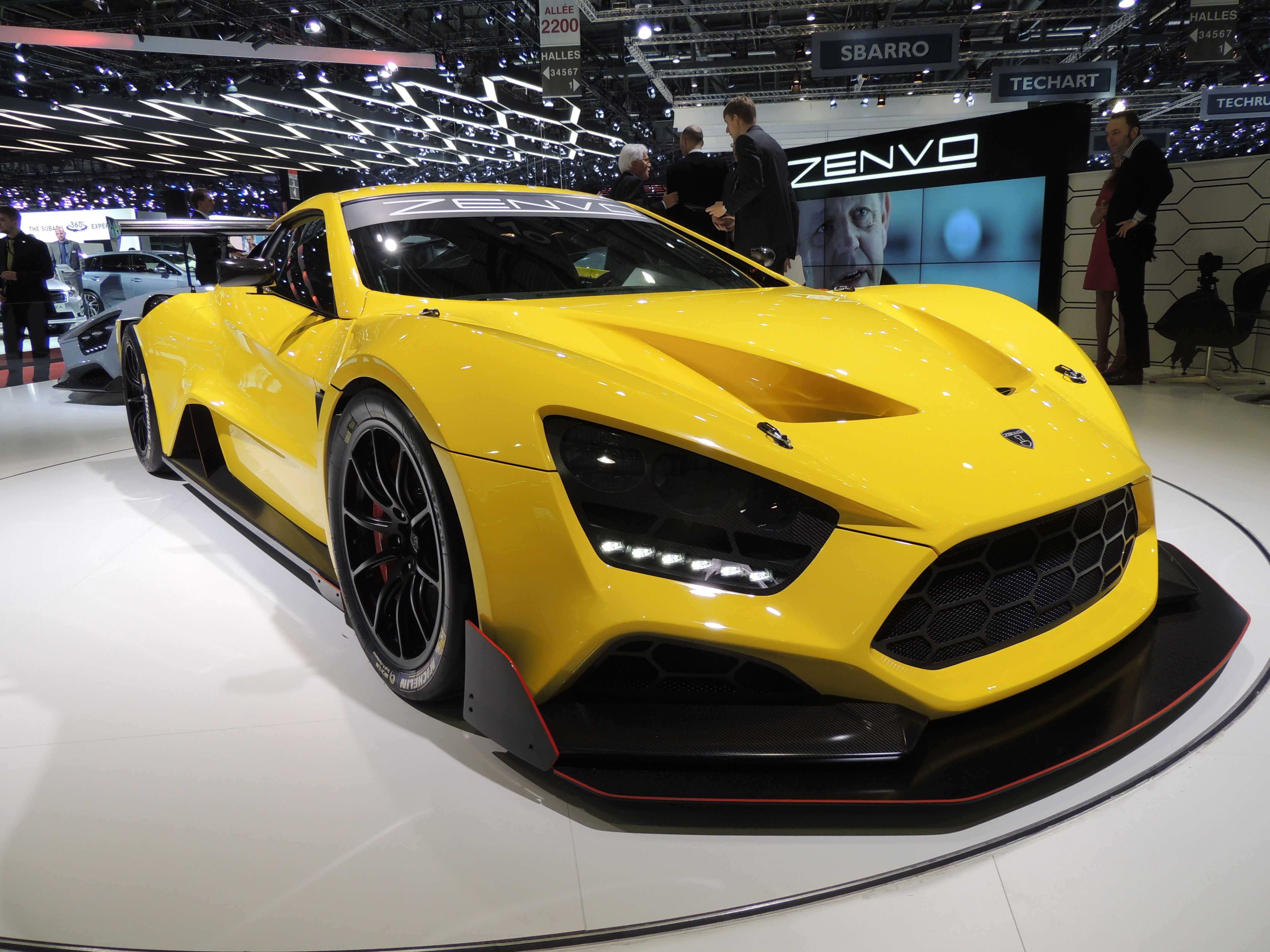
TSR en el Salón del Automóvil de Ginebra de 2016.

Es una versión del TS1 GT para su uso principalmente en pista. Lanzado junto con el TS1 GT en el Salón del automóvil de Ginebra de 2016, el TSR comparte la mayoría de sus componentes mecánicos con el automóvil legal para circular, incluido el mismo motor y carrocería.
Ha sido el más destacado de la marca, principalmente debido al hecho de que el color amarillo original desde la fábrica, ha sido usado extensivamente para pruebas y trabajo de desarrollo, por lo que ha sido fotografiado en muchas ocasiones. Es también un gran favorito de los fans en las redes sociales.
Los principales cambios en la variante TSR son una reducción de peso de 250 kg (551 libras), lo que reduce el peso total a 1330 kg (2932 libras), junto con la transmisión y el software para la entrega de potencia mejorados y revisados para uso en pista; así como un alerón fijo de fibra de carbono en la parte trasera del coche. También se han instalado un divisor (splitter) delantero y un difusor trasero de fibra de carbono más grandes para mejorar el flujo de aire a velocidades más altas.
El interior incluye una jaula antivuelco completa y cinturones de seguridad de seis puntos, mientras que el sistema de información y entretenimiento del TS1 GT se ha eliminado para ahorrar peso.
Como resultado de los cambios de marcha y aerodinámicos, su velocidad máxima se ha reducido a 325 km/h (202 mph).

### TSR-S

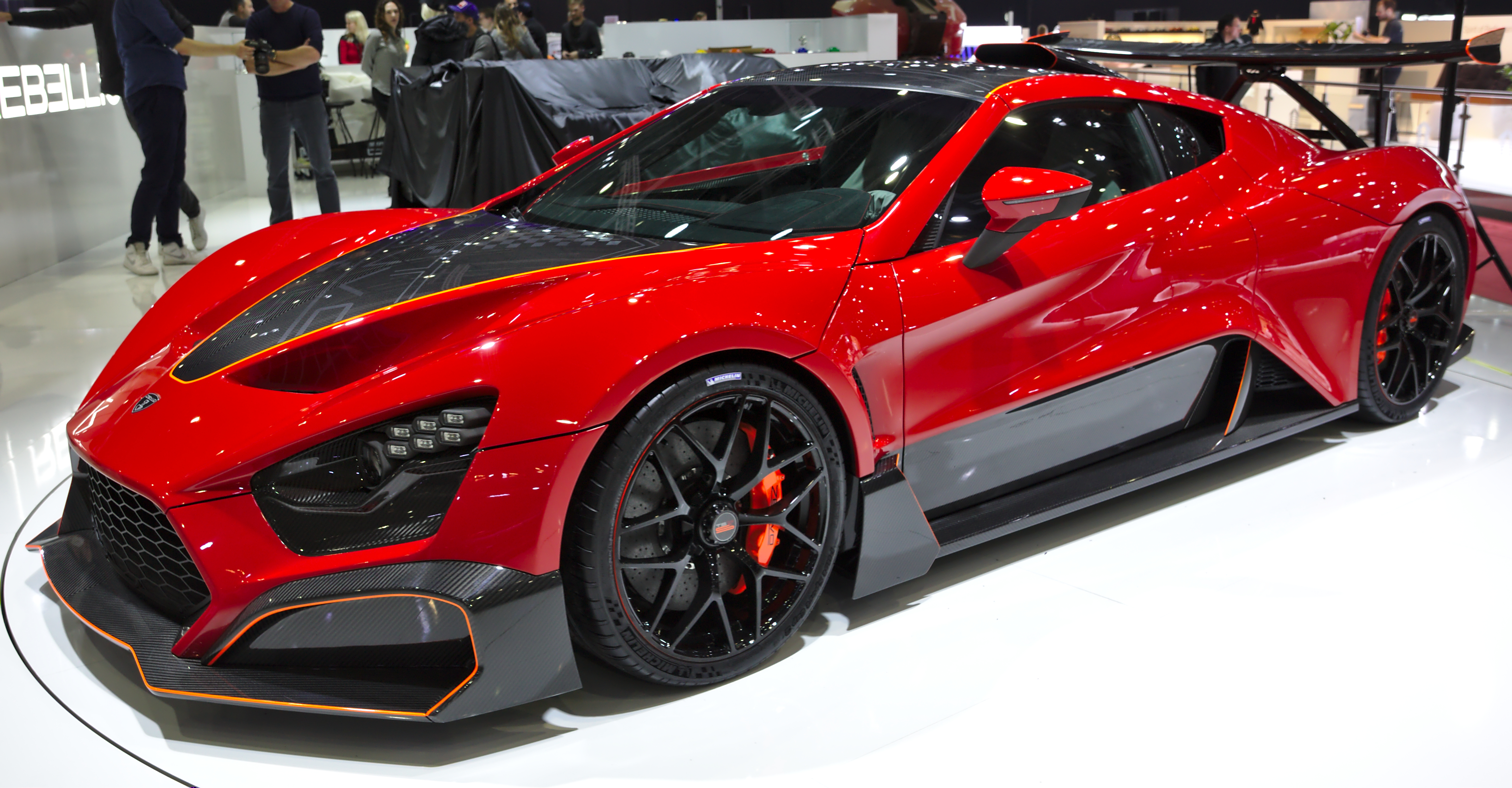
TSR-S en el Salón del Automóvil de Ginebra de 2018.

El TSR-S es una versión legal para carretera del TSR centrado en la pista. Presentado en el Salón del Automóvil de Ginebra de 2018, el TSR-S presenta numerosas mejoras y cambios de diseño en comparación con los modelos TS1 anteriores y se ubica entre el TS1 GT de carretera y gran turismo y el TSR exclusivo para las carreras.
El exterior del automóvil ha sido rediseñado con una parrilla delantera más grande y un divisor y difusor integrados de gran tamaño. El gigantesco alerón de fibra de carbono en la parte trasera del coche, llamado Centripetal Wing, puede girar con dos grados de libertad, lo que permite frenar con aire y estabilizarlo así en las curvas y con la capacidad de ajustar la carga aerodinámica.
El interior está enfocado al piloto como el TSR de serie. Sin embargo, muchas características del TS1 GT se pueden incorporar opcionalmente al coche, tales como un sistema de sonido y control de clima. El ahorro de peso en el TSR-S suma 85 kg (187 libras) con respecto al TS1 GT, lo que reduce el peso total del coche a 1495 kg (3296 libras).
El tren motriz del TSR-S también se ha actualizado, ya que el V8 doble sobrealimentado de 5,8 litros (354 plg³) tiene una potencia incrementada a 1177 HP (1193 CV; 878 kW) a las 8500 rpm y un par máximo de 1100 N·m (811 lb·pie), ya que su sistema de mapeado electrónico, permite seleccionar diferentes niveles de potencia según las necesidades a través de tres modos de manejo: Mínimo, IQ y Máximo. El primero lo limita hasta los 710 CV (700 HP; 522 kW), mientras que el último llega a casi 1200 CV (1184 HP; 883 kW). El fabricante afirma que este aumento de rendimiento le permite acelerar de 0 a 100 km/h (0 a 62 mph) en 2.8 segundos y de 0 a 200 km/h (0 a 124 mph) en 6.8 segundos. También mantiene la misma velocidad máxima de 325 km/h (202 mph), aunque limitada electrónicamente.

### TSR-GT
El TSR-GT es una versión del TSR-S orientada al gran turismo. Las principales diferencias incluyen una versión mejorada del V8 doble sobrealimentado que ha incrementado su potencia a 1360 HP (1379 CV; 1014 kW), aunado a una configuración de carga aerodinámica reducida, un ala fija más pequeña y cubiertas de ruedas aerodinámicas. Estos cambios aumentan la velocidad máxima declarada a 263 mph (423 km/h). También presenta un interior más orientado al lujo, con tapicería de cuero en lugar de fibra de carbono desnuda de los modelos TSR anteriores y medidas para reducir el ruido de la cabina.